# Fermignano
Fermignano (Fermignèn o Fermignàn in dialetto gallo-piceno) è un comune italiano di 8 250 abitanti della provincia di Pesaro e Urbino nelle Marche.

## Geografia fisica
Il territorio comunale include un'exclave: il territorio del Pagino (dove è inclusa la frazione Villa del Furlo), compreso tra i comuni di Acqualagna, Cagli, Fossombrone e Urbino.
Il fiume Metauro attraversa il territorio comunale.

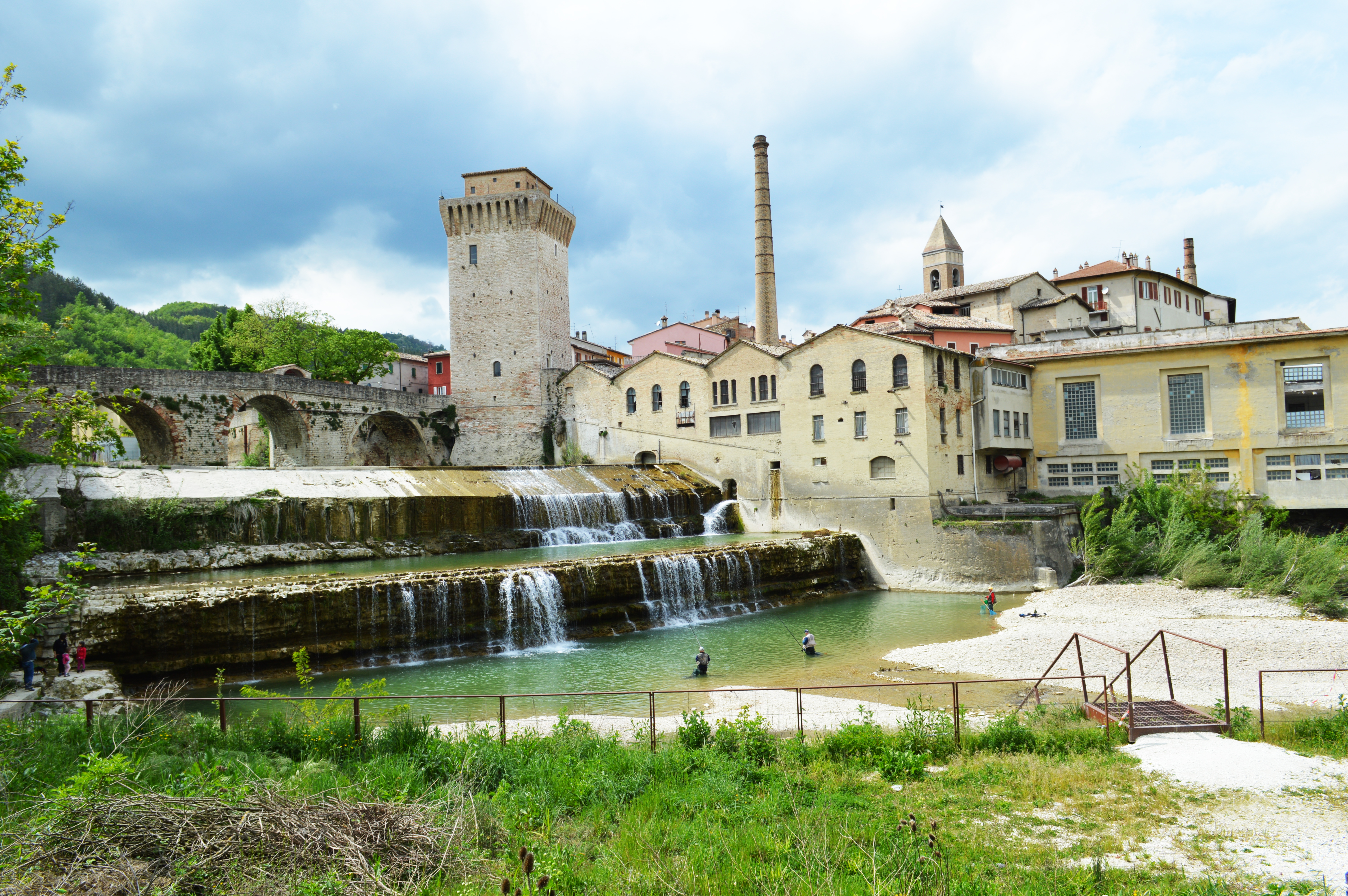
La torre medioevale e il ponte romano sul Metauro, con pescatori sulle cascatelle

## Storia
Secondo l'archeologo Nereo Alfieri la cruciale battaglia del Metauro del 207 a.C. fu combattuta nel territorio fermignanese. L'ipotesi di per sé non risale a lui, ma era già stata avanzata nel XV secolo dall'umanista Flavio Biondo, il quale aveva collegato il toponimo di Monte Asdrualdo al nome del barcide che nel 207 trovò la morte nella battaglia del Metauro. Successivamente anche il poeta urbinate Bernardino Baldi aveva collegato il Monte Asdrualdo alla battaglia, sostenendo l'esistenza del sepolcro del comandante punico sul Monte d'Elce. A Sebastiano Macci, infine, sono forse attribuibili anche due false iscrizioni rinvenute nella zona, che avrebbero confermato l'ubicazione dello scontro campale in quel di Fermignano. 
Per quanto invece riguarda la cittadina, l'origine romana di Fermignano è un'ipotesi che risale almeno al seicentesco Sebastiano Macci, ma ancora tanta leggenda storiografica circonda il paese, collocato in una posizione strategica sul fiume Metauro, su cui sorge un ponte di epoca medievale, ma che gli archeologi non escludono possa poggiare su strutture d'età antica. Sono stati rinvenuti dagli archeologi una serie di reperti di epoca romana; si potrebbe ipotizzare tanto la presenza di una villa quanto di un vero e proprio vicus (centro abitato del contado): a tal proposito un podere vicino al luogo dei rinvenimenti si chiama "casino vici". In ogni caso, nell'età antica l'attuale territorio fermignanese era parte integrante del municipio di Urvinum Mataurense, i cui cittadini erano iscritti alla tribù Stellatina.
Il toponimo Fermignano ha consentito il proliferare di varie paretimologie, legate queste ultime al nome di un presunto fondatore (come Mamurra Fermiano, ingegnere al servizio di Cesare in Gallia, che sarebbe stato l'ideatore del ponte). In realtà è ormai appurato che il toponimo sia prediale (analogo a quello del centro ferrarese di Formignana), rimandante al latino Firmidius, verosimilmente un proprietario terriero locale. A tal proposito nel 1595 fu nei pressi del paese rinvenuta un'iscrizione funeraria, in cui vengono citati due liberti evidentemente d'origine orientale (Philonicus e Chelidon, forse coniugi) affrancati da tal Caius Firmidius. Quest'ultimo era un esponente di quella gens Firmidia che avrà posseduto terreni in questa zona dell'Urbinate, che da lei presero il nome. In un papiro ravennate del 553 leggiamo di una "massa firmidiana" ("massa" indica una proprietà terriera) situata nel territorio di Urbino, di cui la metà fu donata (insieme ai coloni che la lavoravano) da un'abbiente famiglia ostrogota alla Chiesa di Ravenna.
In alcuni documenti degli inizi del XIV secolo viene citato il "piano di Fermignano" con la pieve di San Giovanni Battista che estendeva il suo ambito parrocchiale fino al ponte sul fiume. In un altro documento del 1338 si legge delle elezioni dei Sindaci della "Villa di Fermignano", costituita da edifici isolati e casali: non esisteva quindi ancora un vero e proprio centro abitato. La fondazione del paese è dunque da far risalire all'iniziativa del conte Antonio di Montefeltro (nonno del celebre duca Federico) che alla fine del XIV secolo fece sorgere il "castello di Fermignano", la cui esistenza è documentata da un atto di vendita del 1388 fatto alle monache di San Silvestro e dalla documentazione relativa all'adunata dell'Arengo del paese il 19 dicembre 1407 (cui presero parte 45 persone) sotto la presidenza di tal Giovanni Pini.
Nel 1408, nei pressi della torre voluta dal conte Antonio, sorse la cartiera (la seconda nelle Marche dopo quella di Fabriano). A Fermignano nacque Donato di Angelo di Pascuccio detto il Bramante, grande architetto rinascimentale che, formatosi alla corte feltresca, prese l'eredità spirituale del Brunelleschi e dell'Alberti, gettando le basi per la nuova architettura rinascimentale.
Nel giugno 1502 Cesare Borgia si accampò a Fermignano, in procinto di attaccare Urbino, da cui era fuggito il duca Guidobaldo I.
Come si è visto, il territorio fermignanese fu sempre parte del contado di Urbino, condividendone la storia. Nel 1607 il duca Francesco Maria II, accogliendo le richieste degli abitanti, concesse parziale autonomia istituendo un consiglio locale, formato da ventiquattro abitanti da cui sono poi scelti tre priori che rimangono in carica un semestre. Ospite del duca nella sua villa di Fermignano era stato nel 1575 Torquato Tasso. Quando il duca morì senza eredi viventi anche Fermignano, come tutto il Ducato, divenne parte dei possedimenti pontifici.
Agli inizi del 1800 i fermignanesi avanzano istanza a Pio VII per ottenere al loro castello il titolo di "terra" e con ciò la piena autonomia dalla città di Urbino. Dopo una lotta ventennale dovuta all'opposizione degli urbinati, il castello divenne comune autonomo nel 1818.

### Simboli
Lo stemma e il gonfalone del comune di Fermignano sono stati concessi con decreto del presidente della Repubblica del 18 febbraio 2011.
Il gonfalone municipale è un drappo di bianco con la bordatura di azzurro.

## Monumenti e luoghi d'interesse

### Architetture religiose
- Chiesa parrocchiale di Santa Veneranda, costruita tra il 1781 e il 1784.
- Chiesa di Santa Maria Maddalena

Sorge a pochi metri dal centro storico, sull'angolo tra le vie G. Mazzini e XX settembre. Si sviluppa sull'asse est-ovest, ad aula unica rettangolare con gli angoli smussati all'interno e un abside quadrilatero. Nell'aula interna vi sono tre altari (il maggiore e due laterali), con un presbiterio rialzato su di un gradino, coperta da una volta lunettata. All'esterno presenta le murature con mattoni a vista, la facciata principale è a capanna, coronata da un frontone con la base spezzata, ai lati vi sono due coppie di lesene; al centro si trova il portale principale e sopra, in asse con quest'ultimo, una finestra murata, entrambi centinati e con una cornice in mattoni. Al centro del timpano vi è un oculo. Il campanile è a vela, con due archi, che si eleva sopra alla porta esterna della sacrestia, in fondo al lato sinistro della chiesa.
Risale al XIV secolo, quando nel sito si trovava una cappella posta dove ora si trova la sacrestia. In seguito al terremoto del 1781, il conte Antonio Viti Antaldi commissionò all'architetto urbinate Giuseppe Tosi la costruzione dell'odierna chiesa, che divenne la sede della confraternita dei Sette Dolori. Sul finire del XIX secolo, s'insediò nella chiesa la confraternita di San Gaetano, una statua lignea di tale Santo si conserva ancora nella chiesa, in una nicchia nella parete destra. Nel 1994 sono stati aggiunti un altare mobile, in ossequio alle nuove norme del Concilio Vaticano II, e un ambone in legno. L'aula interna è decorata da stucchi baroccheggianti, soprattutto intorno agli altari e alle due cantorie, poste in alto ai lati dell'altare maggiore. 
- Chiesa di Maria Santissima Madre della Chiesa

Situata in via Martiri della Libertà, vicino alla centrale piazza G. Garibaldi. È orientata sull'asse ovest-est a pianta rettangolare, con una struttura in cemento armato rivestita da blocchi di pietra semilavorata all'esterno e da mattoni all'interno. La facciata principale è dominata da una grande scalinata in travertino (con due rampe ai lati) ed al centro si trova una bussola, in muratura, aperta verso l'esterno e coronata da una copertura a capanna su cui spicca una croce in acciaio, che si sviluppa da un trave di cemento alla base della copertura. Il resto della chiesa presenta una copertura piana, con un trave in cemento che delimita i prospetti esterni e sotto di esso una stretta finestra a nastro corre sui due prospetti laterali ed ai lati del prospetto principale. L'aula interna è dominata al centro da un tiburio ottagonale con copertura a ombrello, sorretto da pilastri in cemento. Sotto di esso, verso la parete di fondo, si trova il presbiterio, rialzato su di un gradino. Il tiburio è illuminato da lunghe e strette finestre al centro degli otto lati del tamburo, oltre alle finestre triangolari poste sotto la copertura, all'estremità superiore dei lati.
Fu realizzata tra il 1963 ed il '73, per contenere l'accresciuta popolazione della cittadina, e consacrata, l'anno successivo, dall'arcivescovo metropolita di Urbino, Anacleto Cazzaniga. Oltre alla chiesa furono realizzati sul lato posteriore anche alcuni locali parrocchiali (tra cui la residenza del parroco) e l'asilo.
- Pieve di San Giovanni Battista

È situata a 700 metri dal centro storico (via G. Donizetti), a nord verso la frazione di Calpino, vicino al fiume Metauro e lungo un'antica strada di collegamento verso Roma che corre lungo tutta la vallata. Si sviluppa sull'asse est-ovest ed ha una pianta ad aula unica rettangolare. Risale al XI secolo, come denuncia anche il portale ogivale sul lato nord. In origine fu l'unica chiesa del territorio ad essere dotata di un fonte battesimale, ma poi fu abbandonata per la più comoda chiesa di Santa Veneranda, nel centro dell'antico castello. Verso il XVII secolo, alla pieve fu aggiunta una casa colonica sul lato settentrionale. Il complesso edilizio è stato acquistato dal Comune che lo ha restaurato. La pieve presenta murature con mattoni e pietre a vista, mentre l'adiacente casa colonica murature intonacate.
- Chiesa parrocchiale di Cristo Lavoratore (Calpino);

Sorge al centro della frazione di Calpino, lungo la strada principale (via J.F. Kennedy), ed è orientata sull'asse ovest-est. Ha una pianta ad aula unica rettangolare con un solo altare entro un abside quadrilatero. Ha una struttura in cemento armato e le murature (esterne ed interne) sono intonacate. La facciata esterna è a capanna, con due coppie di lesene ai lati e coronata da un frontone; al centro si trova l'ingresso principale centinato sobriamente incorniciato, e sopra di esso un piccolo rosone. Sulla sommità del frontone vi è una croce in bronzo dorato. Invece sulla parte superiore delle facciate laterali si trovano quattro trifore. L'abside è a sua volta illuminato da due finestre laterali. L'aula interna presenta un soffitto piano ed un presbiterio rialzato su due gradini; l'altare fu rifatto nel 1971, distaccandolo dal muro, in conformità con le norme del Concilio Vaticano II, mentre sulla parete di fondo dell'abside vi è un murales, realizzato nel 2003 per il cinquantesimo della parrocchia. Raffigura Gesù Cristo al centro attorniato da una massa di persone intente a svolgere i lavori praticati nella frazione all'epoca della costruzione della chiesa e sullo sfondo vi è una veduta di Calpino, con in primo piano la fornace, negli anni cinquanta del XX secolo. Fu questo il periodo in cui fu costruita la chiesa, grazie al contributo della popolazione locale, sia con la manodopera che con una raccolta fondi; in un periodo in cui la frazione iniziava la propria crescita demografica, grazie all'attività della fornace. Sul lato sinistro della chiesa sorge la casa del parroco e nelle immediate vicinanze, lungo via J.F. Kennedy, l'Oratorio "Don Giuseppe Righi".
- Chiesa parrocchiale di Santa Barbara

Si trova a nord-est rispetto al centro storico, da cui dista circa 4 km, oltre la zona industriale e lungo la S.S. 73 bis, rappresentando il fulcro del piccolo rione che sorge intorno alla chiesa. È orientata sull'asse ovest-est, ad aula unica rettangolare con un solo altare. Si tratta di un'antica chiesa di campagna, come si evince anche dall'architettura esterna in mattoni e pietre a vista. Risale al XVI secolo ed in origine sottostava alla Pieve di San Giovanni Battista. Era situata nelle vicinanze di alcuni mulini ad acqua sul fiume Metauro. Tra il 1985 e l'89 fu rifatta la copertura ed aggiunta la sacrestia, adiacente al lato posteriore sinistro.
La facciata esterna è a capanna, l'ingresso principale centinato presenta l'arco ornato da una elegante alternanza di pietre e mattoni, su di esso vi è un piccolo oculo ed infine il tutto è delimitato da una cornice a dentelli in mattoni lungo il limite superiore della facciata, che prosegue anche sui prospetti laterali. Sulle facciate laterali vi sono due finestre ogivali e sull'angolo posteriore sinistro si eleva il campanile a vela ad angolo retto con due fornici. L'interno è coperto da un soffitto a cassettoni in muratura ed il presbiterio è rialzato su di un gradino. L'altare originale è stato rimosso nel 1970 e sostituito con uno mobile in metallo per rispettare le disposizioni del Concilio Vaticano II, dietro è stato aperto un passaggio per collegare la chiesa alla nuova sacrestia. Anche il tabernacolo originale è stato rimosso dal muro e posto su di un supporto in plexiglas.
- Sala del Regno dei Testimoni di Geova

Sorge nel rione di Santa Barbara, in via dell'Industria 10. Si tratta di un edificio a pianta rettangolare ad un solo piano di recente costruzione.
- Moschea Masjid Al Nour

È insediata all'interno di un edificio preesistente in via G. Donizetti, davanti all'ex pieve di San Giovanni Battista. È stata istituita ufficialmente nel 2021, divenendo la prima della provincia, ma i locali erano già sede di un'associazione culturale islamica.
- Oratorio di San Giacomo in Campostella

Sorge ai margini l'odierna zona industriale, vicino al fiume Metauro, lungo la strada principale della vallata, antica via di pellegrinaggio verso Roma. Fu eretto nel XIV secolo con l'intitolazione ai Santi Giacomo e Filippo, poi quella a San Filippo decadde. Divenne un punto di sosta per i pellegrini provenienti da Roma e diretti sulla costa adriatica, dove s'imbarcavano per la Terra Santa. All'interno, sulla parete di fondo sopra l'altare, vi era un pregevole affresco gotico raffigurante San Giacomo in trono con due pellegrini inginocchiati ai suoi piedi, che fu staccato nella seconda metà del XX secolo, per le precarie condizioni conservative, e trasferito nell'Istituto di Storia dell'Arte dell'Università urbinate, odierna proprietaria dell'edificio. Si trova a 2 km a nord dal centro storico; con un orientamento sull'asse ovest-est ad aula unica rettangolare. Presenta una facciata principale a capanna con un portale ogivale in pietra al centro e su di esso un piccolo oculo, le murature, in mattoni e pietre, erano intonacate. Sul lato sinistro vi è un portale ogivale in pietra tamponato, orientato verso l'antica strada e verso cui era orientata la figura del Santo nell'affresco sopra l'altare. Versa in gravi condizioni di abbandono.
- Pieve di San Giovanni di Silvano

Sorge nelle campagne intorno alla cittadina. Risale al XII secolo, quando fu una delle pievi più importanti del territorio, assieme a quella di San Giovanni Battista. Tra il XVI ed il XVII secolo subì una ristrutturazione che gli conferì l'aspetto odierno. Presenta murature in pietra di piccolo taglio. La facciata principale a capanna è coronata da un frontone in mattoni a vista; sotto di esso si aprono al centro, l'ingresso principale ed una finestra rettangolare, entrambi architravati. Sul lato posteriore, vicino all'angolo destro, si erge il campanile a vela con due fornici. Sui prospetti laterali vi sono due finestre architravate. L'interno è ad aula unica rettangolare, mentre sul lato posteriore si erge l'edificio dell'ex casa del parroco. Versa in stato di abbandono.
- Chiesa di San Gregorio Magno o di Monte Asdrubaldo

Sorge in aperta campagna, 2 km a sud del centro storico, lungo la strada eponima (ufficialmente Strada Provinciale 43) che collega Fermignano con Acqualagna. È stata costruita negli anni cinquanta del XX secolo. Si tratta di una piccola chiesa, orientata sull'asse est-ovest, ad aula unica rettangolare con un solo altare. La facciata principale a capanna è delimitata da due pilastri, sorreggenti il prolungamento della copertura della chiesa, al centro vi è il portale con gli stipiti bugnati e un semplice architrave in pietra, su di esso è collocato un dipinto di un artista locale, raffigurante una Madonna baroccesca in un paesaggio con all'orizzonte una veduta della chiesa. Ha una struttura in cemento armato, rivestito, sia esternamente che internamente, da mattoni a vista. Sul lato posteriore, nell'angolo destro, si eleva il campanile a vela con due fornici. L'aula interna è molto semplice, con un abside a fondo piano ed un presbiterio, rialzato su di un gradino, delimitato da due pilastri. È illuminata da due grandi finestre rettangolari sulle pareti laterali e da due più piccole sulle pareti laterali dell'abside. Sulla parete destra vi è una grande nicchia, con architrave in cemento, entro cui si trova un dipinto della Vergine. Sulla parete di fondo dell'abside vi è un semplice crocifisso, invece l'altare marmoreo è stato rifatto negli anni settanta, in conformità con le norme conciliari, distaccandolo dal muro.

### Architetture civili e militari
- Ponte romano
- Torre delle Milizie, il simbolo di Fermignano, come risulta dallo stemma comunale murato sulle logge Aliventi in Piazza Garibaldi. Fu a lungo proprietà dei conti Bonaventura, la ricca famiglia che aveva nel territorio numerosi altri possedimenti, tra cui "Villa Isola", dove fu ospite Torquato Tasso. Sulla facciata nord, verso il corso Bramante, spicca la fonatana popolarmente detta del Mascherone[24], per il volto umano raffigurato al centro, dalla cui bocca scaturisce l'acqua.
- Ex Turdinone

Si tratta di un piccolo edificio, che sorge in via Martiri della Libertà, a sinistra della chiesa di Maria Santissima Madre della Chiesa. Si sviluppa su una pianta rettangolare e su due piani, caratterizzato da due portali ogivali, che ne denunciano l'origine medievale.
- Palazzo Calistri

Sorge nel centro storico, a metà del corso D. Bramante, sull'angolo con via Budrio. Si sviluppa su una pianta rettangolare e su tre piani. Si caratterizza per le pregevoli incorniciature delle finestre e del portale architravati. Quest'ultimo è contornato da una cornice riproducente un tralcio vegetale ed all'estremità vi sono due volute che sorreggono l'architrave, tra questo e la cornice del portale s'inserisce il fregio, in cui è riportato il motto latino Soli Deo honor et gloria con al centro lo stemma della famiglia. Le cornici delle finestre del piano nobile verso il corso Bramante sono molto sobrie, solo sotto al davanzale sono impreziosite da due eleganti volute all'estremità; mentre per quelle del secondo piano si aggiunge alla cornice anche l'architrave. Invece sulla piccola via Budrio l'incorniciature delle finestre sono più sobrie, con la scomparsa delle volute sotto i davanzali, però al livello del secondo piano sopravvivono ancora gli Erri, i ganci in ferro per gli antichi tendaggi. Sulla pietra d'angolo è riportata la data 1563 (in numeri latini), anno di costruzione dell'edificio. Il palazzo fu la prima sede del Comune, fino al 1879. È proprietà di privati e ad uso residenziale.
- Villa Isola

È situata a poco più di 1 Km a sud-ovest rispetto al centro storico, lungo la Strada Provinciale 4, che collega Fermignano ad Urbania. L'antico casino nobile si trova al centro di un vasto terreno in un'ansa del fiume Metauro, che lo delimita su tre lati, quasi come un'isola appunto. Fu l'antica residenza di campagna della nobile famiglia urbinate dei Bonaventura. Il casino nobile si sviluppa su pianta rettangolare e su due piani, dove spicca, sulla facciata principale, un elegante portico a quattro campate (la prima a sinistra è tamponata) a piano terra con archi a tutto sesto, sopra di esso le finestre presentano un'incorniciatura su cornice marcadavanzale in mattoni a vista. È proprietà privata ad uso residenziale.
- Palazzo del Comune

Si tratta della sede principale del municipio, dal 1879 fino agli anni ottanta del XX secolo, quando fu costruita l'odierna sede. È situato lungo corso Bramante. Si sviluppa su una pianta rettangolare, su tre piani; con la facciata principale verso corso Bramante (lato ovest), mentre i lati nord e sud prospettano rispettivamente sulle vie Raffaello Sanzio e Dante Alighieri, invece il lato orientale confina con altri fabbricati. La facciata principale presenta una muratura totalmente in mattoni a vista, comprese le incorniciature, con tre aperture per ogni piano. Le finestre del primo e del secondo ordine sono centinate ed abbellite da incorniciature in mattoni, quelle del primo piano sono sormontate anche da un architrave, poggianti su cornici marcadavanzale in pietra che si prolungano anche sulle facciate laterali. La fronte principale è scandita anche da cornici marcapiano, mentre a livello del piano terra la muratura è abbellita da un bugnato in mattoni, con l'ingresso principale al centro e due porte laterali leggermente più grandi e con archi a sesto ribassato. In asse con l'ingresso principale, al primo piano, si trova un elegante balcone in ferro battuto. Sulla facciata principale spiccano tre targhe, una dedicata a Giuseppe Mazzini e due al Bramante (una che riporta la riproduzione di una medaglia del Caradosso e un'epigrafe). Le facciate secondarie sono intonacate. Verso gli anni ottanta del XX secolo, il Municipio ha trasferito la sua sede principale in un edificio costruito ex novo nella centrale piazza G. Garibaldi, dove sorgeva il vecchio Palazzo Scolastico. La vecchia sede continua ad ospitare alcuni uffici comunali e la Pro Loco.
- Ex mattatoio

Si trova sulla destra del Metauro, all'estremità meridionale del ponte romano. Si sviluppa su una pianta rettangolare, su due piani. Il lato nord si presenta a strampiombo sul fiume, mentre i lati ovest e sud prospettano su vie pubbliche, invece il lato est confina con un altro fabbricato. Le facciate esterne presentano un'elegante alternanza di pietre e mattoni a vista, con la facciata principale (lato ovest) composta da tre aperture architravate su due livelli, con semplici cornici in mattoni a vista, con l'ingresso principale al centro. Presenta una cornice marcapiano in mattoni che corre su tutti i prospetti esterni. Al centro dell'edificio spicca il piccolo cortile porticato, ricoperto con una copertura in vetro e acciaio agli inizi del XXI secolo, quando l'intero edificio fu restaurato. È stato ribattezzato Museo dell'Architettura ed ospita esposizioni temporanee d'arte ed eventi culturali.
- Ex lavatoio

Si trova nell'edificio dietro all'ex mattatoio, a livello del piano seminterrato, con ingresso da via Maccioni sul lato sud, da cui tramite una lunga rampa di scale si giunge all'ambiente che ospita le antiche vasche in pietra, ancora rifornite dall'acqua del fiume, con una suggestiva veduta, sul lato nord, sulla cascata, sul ponte romano e sulla Torre.
- Ex ospedale

La facciata principale (lato ovest) prospetta su via G. Mazzini ed è delimitato ai lati nord e sud rispettivamente dalle vie Celli e XX settembre, invece il lato orientale confina con un piccolo parco. Si presenta con un corpo centrale rettangolare e due corpi rettangolari laterali più arretrati. Si sviluppa su due piani. Le facciate esterne sono intonacate con eleganti incorniciature neorinascimentali. Ospita il distretto sanitario.
- Ex stazione ferroviaria

Sorge a metà di viale Martiri della Libertà a circa 400 metri a nord dal centro storico. Si tratta di un edificio a pianta rettangolare su due piani in stile neorinascimentale. La costruzione fu intrapresa il 6 aprile 1895 e conclusa il 27 dicembre 1898. Durante la seconda guerra mondiale, fu parzialmente distrutta da alcuni bombardamenti. Nell'immediato dopoguerra fu parzialmente ricostruita, fino agli anni settanta quando la ricostruzione fu completata. In seguito alla dismissione della ferrovia, nel 1987, fu rimossa la tettoia metallica posta sulla facciata occidentale verso i binari.

### Siti di archeologia industriale
- Ex lanificio Carotti

Sorge nel centro storico, all'estremità sud-orientale, a ridosso del fiume Metauro e sotto alla Torre medievale. Fin dal XV secolo, sul sito sorse la cartiera del Ducato di Urbino. Nel 1507 il duca Guidobaldo I da Montefeltro la donò alla Cappella Musicale del Santissimo Sacramento, affinché le sue rendite sostenessero la cappella musicale della cattedrale. Successivamente intorno ad essa sorsero anche altre manifatture, come la filanda della seta. Nella seconda metà del XIX secolo la cartiera entrò in crisi. Nel 1870 fu acquistata dalla famiglia Albani, in ultimo tentativo di rilancio, ma agli inizi del XX secolo chiuse definitivamente. Nel 1914 l'edificio fu acquistato dalla famiglia Carotti che vi impiantò un lanificio. Verso la metà degli anni quaranta il lanificio fu ampliato con la costruzione di una nuova ala in cemento armato di fianco alla struttura dell'antica cartiera. Il lanificio chiuse negli anni novanta. Agli inizi del XXI secolo furono riattivate le turbine per la produzione di energia idroelettrica nella ex cartiera. Ma nonostante ciò l'edificio fu lasciato in abbandono, tanto che, in seguito all'eccezionale nevicata del febbraio 2012, crollò gran parte dell'ala eretta negli anni quaranta. Nel 2019 iniziarono i lavori di recupero dell'antica cartiera, terminati verso il 2022, divenendo sede di esposizioni artistiche ed eventi culturali.
- Ex tabacchificio Donati

Si trova all'estremità meridionale di via J.F. Kennedy, a circa 800 metri a nord dal centro storico, di fianco alla vecchia ferrovia. Si compone di due edifici a pianta rettangolare ad un solo piano. L'attività si svolse tra l'inizio e la fine del XX secolo. È proprietà comunale, ma in parte abbandonato.
- Ex fornace di Calpino

È situata al centro della frazione, a poco più di 1 km a nord dal centro storico, vicino alla vecchia ferrovia. Risale al XIX secolo, ma fu ristrutturata e riadattata negli anni sessanta del XX secolo. Quando l'attività dello stabilimento portò alla crescita dell'intera frazione. Verso la fine del secolo chiuse e da allora versa in gravi condizioni di abbandono e degrado. È stata una fornace a fuoco continuo di tipo Hoffman.
- Molino-pastificio Falasconi e L.A.R.

Si tratta di due antichi stabilimenti industriali non più esistenti ma che hanno svolto un ruolo importante nella crescita demografica della cittadina durante il XX secolo. Il Molino Falasconi era situato a ridosso del lato occidentale del centro storico, nell'area compresa tra le odierne vie G. Mazzini, A. Celli e G. Rossini, fu demolito verso gli anni ottanta del XX secolo. Invece lo stabilimento L.A.R. era situato vicino al Tabacchificio Donati, tra le odierne vie J.F. Kennedy, P. Virgili, L. da Vinci e G. Pergolesi. Era stato costruito tra il 1954 ed il '56, ma fu demolito agli inizi del XXI secolo (tra il 2005 ed il 2008 circa).

## Società

### Evoluzione demografica
Abitanti censiti

### Etnie e minoranze straniere
Secondo i dati ISTAT al 1º gennaio 2023 la popolazione straniera residente era di 849 persone e rappresentava il 10,3% della popolazione residente. Le comunità straniere più numerose sono:
1. Albania, 190 (22,38%)
2. Marocco, 181 (21,32%)
3. Romania, 148 (17,43%)
4. Nigeria, 86 (10,13%)
5. Moldavia, 44 (5,18%)
6. Macedonia del Nord, 39 (4,59%)
7. Cina, 24 (2,83%)
8. Ucraina, 24 (2,83%)
9. Iran, 16 (1,88%)
10. Senegal, 11 (1,30%)

### Tradizioni e folclore
- Palio della rana[39]. Si tratta di una corsa tra le contrade del paese, con delle carriole in legno, su cui stanno delle rane. Vince chi arriva primo con ancora la rana sulla carriola. Si disputa la domenica in albis, risale al 1607 per scomparire progressivamente ed essere ripresa a partire dal 1966[40].
- Gran Premio del Biciclo ottocentesco[41]. Consiste in una corsa, tra le contrade del paese, su dei bicicli. Si disputa la prima domenica di settembre, dal 1966.[42][43]

## Cultura

### Istruzione

#### Biblioteche
- Biblioteca comunale "Donato Bramante". È stata istituita nel 1986. Conserva un patrimonio di circa 16.989 di volumi, che comprende anche il fondo "Lucio Pala" (1.500 volumi lasciati dal docente dell'Università di Urbino nel 1994), il fondo antico "Circolo Bramante" (500 documenti), una piccola emeroteca ed una cineteca. Si compone di due sale studio, la "Sala Bramante" per la consultazione con 20 posti, due sale per i giovani e due postazioni per l'accesso ad internet (una per gli adulti e l'altra per i ragazzi). In seguito alla ristrutturazione del 2019 è stata ampliata la sezione dedicata ai ragazzi e soprattutto ai bambini, potendo dedicare a quest'ultimi un'intera sala.[44]

#### Scuole
- Istituto Comprensivo "Donato Bramante"[45]. È composto da una scuola dell'infanzia, una primaria ed una secondaria di primo grado.

### Cinema
Film girati a Fermignano
- La banda Grossi - Una storia vera quasi dimenticata[46][47] (2018).

## Amministrazione
In questo elenco sono riportati i Sindaci del Comune, dal 1944 ad oggi.
| Periodo          | Periodo          | Primo cittadino            | Partito                                                           | Carica                  | Note          |
| ---------------- | ---------------- | -------------------------- | ----------------------------------------------------------------- | ----------------------- | ------------- |
| 1944             | 1945             | Ermanno Sabbatini          | Partito Socialista Italiano (Comitato di Liberazione Nazionale)   | Sindaco                 | [ 48 ] [ 49 ] |
| 1945             | 1946             | Italo Bischi               | Partito Repubblicano Italiano (Comitato di Liberazione Nazionale) | Sindaco                 | [ 48 ] [ 49 ] |
| 1946             | 1949             | Arturo Sabbatini           | Partito Comunista Italiano                                        | Sindaco                 | [ 49 ]        |
| aprile 1950      | settembre 1950   | Domenico Di Cuonzo         |                                                                   | Commissario prefettizio | [ 49 ]        |
| 1950             | 1952             | Rinaldo Fraternali Orcioni |                                                                   | Sindaco                 | [ 49 ]        |
| 1953             | 1956             | Giovanni Galvani           |                                                                   | Sindaco                 | [ 49 ]        |
| 1956             | 1960             | Giovanni Galvani           |                                                                   | Sindaco                 | [ 49 ]        |
| 1960             | 1964             | Giovanni Galvani           |                                                                   | Sindaco                 | [ 49 ]        |
| 1965             | 1970             | Talbino Fraternali Orcioni | Democrazia Cristiana                                              | Sindaco                 | [ 49 ]        |
| 1970             | 1975             | Giovanni Bischi            | Partito Socialista Italiano                                       | Sindaco                 | [ 49 ]        |
| 1975             | 1980             | Giovanni Bischi            | Partito Socialista Italiano                                       | Sindaco                 | [ 49 ]        |
| 1980             | 1985             | Giovanni Bischi            | Partito Socialista Italiano                                       | Sindaco                 | [ 49 ]        |
| 27 giugno 1985   | 19 giugno 1990   | Giovanni Bischi            | Partito Socialista Italiano                                       | Sindaco                 | [ 50 ]        |
| 20 giugno 1990   | 7 luglio 1993    | Marinella Topi             | Partito Comunista Italiano Partito Democratico della Sinistra     | Sindaca                 | [ 50 ]        |
| 10 agosto 1993   | 21 novembre 1993 | Pacifico Morresi           |                                                                   | Commissario prefettizio | [ 50 ]        |
| 22 novembre 1993 | 16 novembre 1997 | Marinella Topi             | Partito Democratico della Sinistra                                | Sindaca                 | [ 50 ]        |
| 17 novembre 1997 | 13 luglio 2000   | Marinella Topi             | Democratici di Sinistra                                           | Sindaca                 | [ 50 ]        |
| 14 luglio 2000   | 13 maggio 2001   | Carlo Iappelli             |                                                                   | Commissario prefettizio | [ 50 ]        |
| 14 maggio 2001   | 28 maggio 2006   | Fabio Marchetti            | Centro-sinistra                                                   | Sindaco                 | [ 50 ]        |
| 29 maggio 2006   | 15 maggio 2011   | Giorgio Cancellieri        | Centro-destra                                                     | Sindaco                 | [ 50 ]        |
| 16 maggio 2011   | 5 giugno 2016    | Giorgio Cancellieri        | Fermignano nuova                                                  | Sindaco                 | [ 50 ]        |
| 6 giugno 2016    | 4 ottobre 2021   | Emanuele Feduzi            | Fermignano futura (Centro-sinistra)                               | Sindaco                 | [ 50 ] [ 53 ] |
| 4 ottobre 2021   | in carica        | Emanuele Feduzi            | Lista civica (Centro-sinistra)                                    | Sindaco                 | [ 50 ]        |

Fa parte dell'Unione montana Alta valle del Metauro.

### Gemellaggi
- Civitella Paganico, dal 2024.
- San Casciano dei Bagni, dal 2024[54].

## Sport

### Pallacanestro
La società di basket si chiama Metauro Basket Academy, nata nel 2019 dall'unione con il Nuovo Basket Fossombrone, Pallacanestro Calcinelli e Pallacanestro Fermignano. Svolge attività giovanile (6 campionati FIP nel 2021/22) e prima squadra in Serie C Silver con il nome Bartoli Mechanics. Gli Eagles Fermignano svolgono attività minibasket.

### Calcio
La principale squadra del paese è la US Fermignanese che milita in Promozione nella stagione 2022-23 ma che in passato ha anche disputato campionati di Eccellenza. Altra società è il San Silvestro che disputa la Terza Categoria.
Lo Gnano '04,  è invece la squadra di calcio a 5 che disputa il campionato di Serie C2.

### Pallavolo
La società del paese è la Dream Volley Fermignano ASD la cui prima squadra milita nel campionato regionale di Serie D.

### Ciclismo
Il 12 luglio 2025 ha ospitato la partenza della settima e penultima tappa del Giro d'Italia femminile, con arrivo sul Monte Nerone, dove è stata vinta dall'australiana Sarah Gigante.